# 有泉信閑
有泉 信閑（ありいずみ のぶつら）は、戦国時代から安土桃山時代の武将。甲斐国の人。穴山氏、のち徳川家康に仕える。

## 生涯
有泉氏は甲斐国巨摩郡有泉を苗字の地とする土豪で、武川衆に属す。穴山氏に従い、穂坂常陸介とともに重臣であった。天正10年（1582年）天正壬午の乱において後北条氏が甲斐国に侵攻すると、武田旧臣の大村氏がこれに内通して笛吹川に布陣した。穴山勢がこれに抗戦したが、信閑はこれに加わって雁坂峠の戦いで軍功を挙げた。これが徳川家康に認められ、本多広孝・大久保忠世とともに信濃国の調略を命じられる。以後も岡部正綱や平岩親吉らの麾下として甲斐国の経営に従事した。天正18年（1590年）家康が関東移封となると信閑もこれに従うが、戦傷により奉公を辞して許され、上総国周淮郡に150石の隠居料を与えられた。慶長3年（1598年）に隠居地で没し、家督は子の昌資が継ぐ。一時徳川忠長に連座して失領するが、のち長柄郡に150石で復帰し、代々旗本として江戸幕府に仕えた。